# سو سيمونز
سو سيمونز (من مواليد 27 مايو 1942)، هي مذيعة أخبار أمريكية متقاعدة اشتهرت بكونها المذيعة الرائدة في قناة دبليو إن بي سي [الإنجليزية] في مدينة نيويورك من عام 1980 إلى عام 2012. انتهى عقدها مع القناة في يونيو 2012 التي أعلنت بأنها لن تجدده. كان آخر ظهور لها على الشاشة في 15 يونيو 2012، بعد وقت قصير من عيد ميلادها السبعين.

## وصلات خارجية
- سو سيمونز على موقع IMDb (الإنجليزية)
- سو سيمونز على موقع إن إن دي بي (الإنجليزية)